# Consciência crítica
Consciência crítica ou conscientização é um conceito social criado por Álvaro Vieira Pinto e Guerreiro Ramos e às reflexões realizadas no Instituto Superior de Estudos do Brasil (ISEB), são utilizados e defendidos pelo pedagogo brasileiro Paulo Freire, ancorado à crítica teórica pós-marxista. De acordo com Freire, conscientização é o ato de compreender profundamente o mundo, o que permitiria a percepção e a enumeração das contradições sociais e políticas. Por consequência, conscientização incluiria a ação contra as opressões sociais.
A conscientização é auto adquirida, não sendo possível conscientizar alguém; A consciência é formada pela relação de três aspectos, a informação de problemas socioambientais, a sensibilidade para reconhecer e se enxergar dentro dos problemas e autonomia para agir de maneira ativa, o inédito possível é um termo que Paulo Freire utiliza para descrever as possibilidades de ação que podem ser transformadas; é um processo de autonomia e associação, muito importante para os movimentos sociais que lutam por melhores qualidades de vida, incorporam em sua leitura de mundo, a perspectiva de opressão sistêmica acometida pelas classes dominantes, e a possibilidade de esperançar (agir sempre acreditando) em uma sociedade mais justa, que seja de fato sustentável, sem acumulação de renda pela destruição do nosso planeta, não aos privilégios que o dinheiro pode comprar as custas de muito sangue.